# Kontarne
Kontarne (ukrainisch Контарне; russisch Контарное/Kontarnoje) ist eine Siedlung städtischen Typs im Osten der Ukraine in der Oblast Donezk mit etwa 1500 Einwohnern.

## Geographie
Die Siedlung städtischen Typs liegt im Donezbecken, etwa 48 Kilometer östlich vom Oblastzentrum Donezk und 5 Kilometer nördlich vom Stadtzentrum von Schachtarsk, zu dessen Stadtkreis sie zählt, entfernt.
Der Ort bildet die gleichnamige Siedlungsratsgemeinde, zu dieser zählt seit 2009 auch noch die Siedlung städtischen Typs Moskowske (4 Kilometer nordöstlich gelegen), welche verwaltungstechnisch der Stadt Schachtarsk zugeordnet ist.

## Geschichte
Der Ort wurde 1932 gegründet und erhielt 1956 den Status einer Siedlung städtischen Typs, seit Sommer 2014 ist der Ort im Verlauf des Ukrainekrieges durch Separatisten der Volksrepublik Donezk besetzt.